# Francisco Vieira Servas

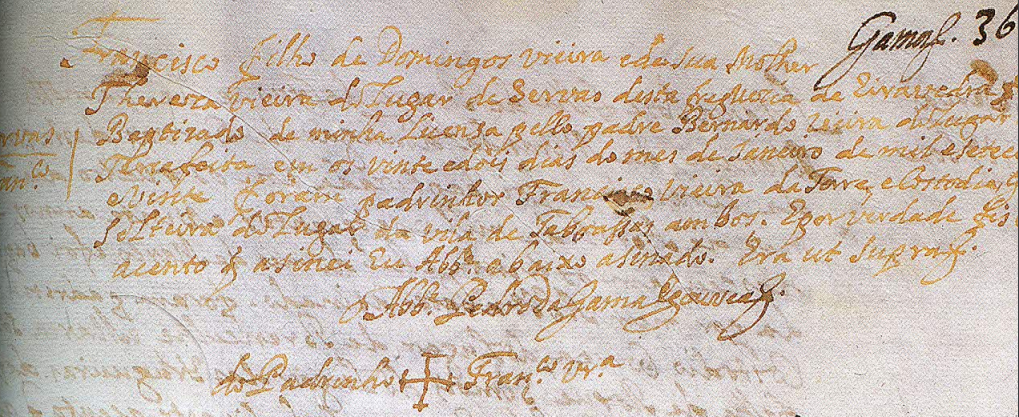
Assento de batismo de Francisco Vieira Servas

Francisco Vieira Servas (Freguesia de Sam Paio de Eira Vedra, batizado em 22 de janeiro de 1720 — São Domingos do Prata, 17 de julho de 1811) foi um escultor e entalhador português ativo no Brasil e um dos principais representantes da talha do Barroco mineiro.

## Biografia
Membro de uma família de artífices, era filho de Domingos e Teresa Vieira, tendo como irmãos Domingas, Isidoro, falecido pequeno, André, Isidoro e Ana Maria. Fez seu aprendizado em Portugal. Não se sabe ao certo quando se dirigiu para o Brasil. Seus primeiros registros datam de 1752, quando já aparece como um profissional plenamente qualificado, trabalhando na equipe liderada por Manoel Valente. Na data, ele e alguns outros entalhadores receberam pagamento pelo trabalho realizado na Matriz de Nossa Senhora da Conceição de Catas Altas. Depois montou sua própria oficina e deixou trabalhos em várias outras igrejas de Minas Gerais.
Foi membro da Venerável Ordem Terceira do Monte do Carmo de Vila Rica, da Irmandade das Almas de Vila Nova da Rainha e da Casa Santa de Jerusalém de Mariana. Em seu testamento, lavrado em 1809, declarou-se solteiro e sem filhos, e deixou seu sobrinho José Vieira Servas como herdeiro universal.
Provavelmente foi companheiro da negra Juliana Maria d'Assumpção, com quem possuía uma lavoura e escravos na freguesia de São Miguel do Rio Piracicaba. Em 1793 ambos solicitaram à Coroa portuguesa a concessão de uma sesmaria no mesmo local. Seus escravos José Angola, oficial entalhador, e Antônio Macuco, foram libertos após sua morte por instrução testamentária. Servas foi sepultado na Capela de São Domingos da Prata.

## Obra

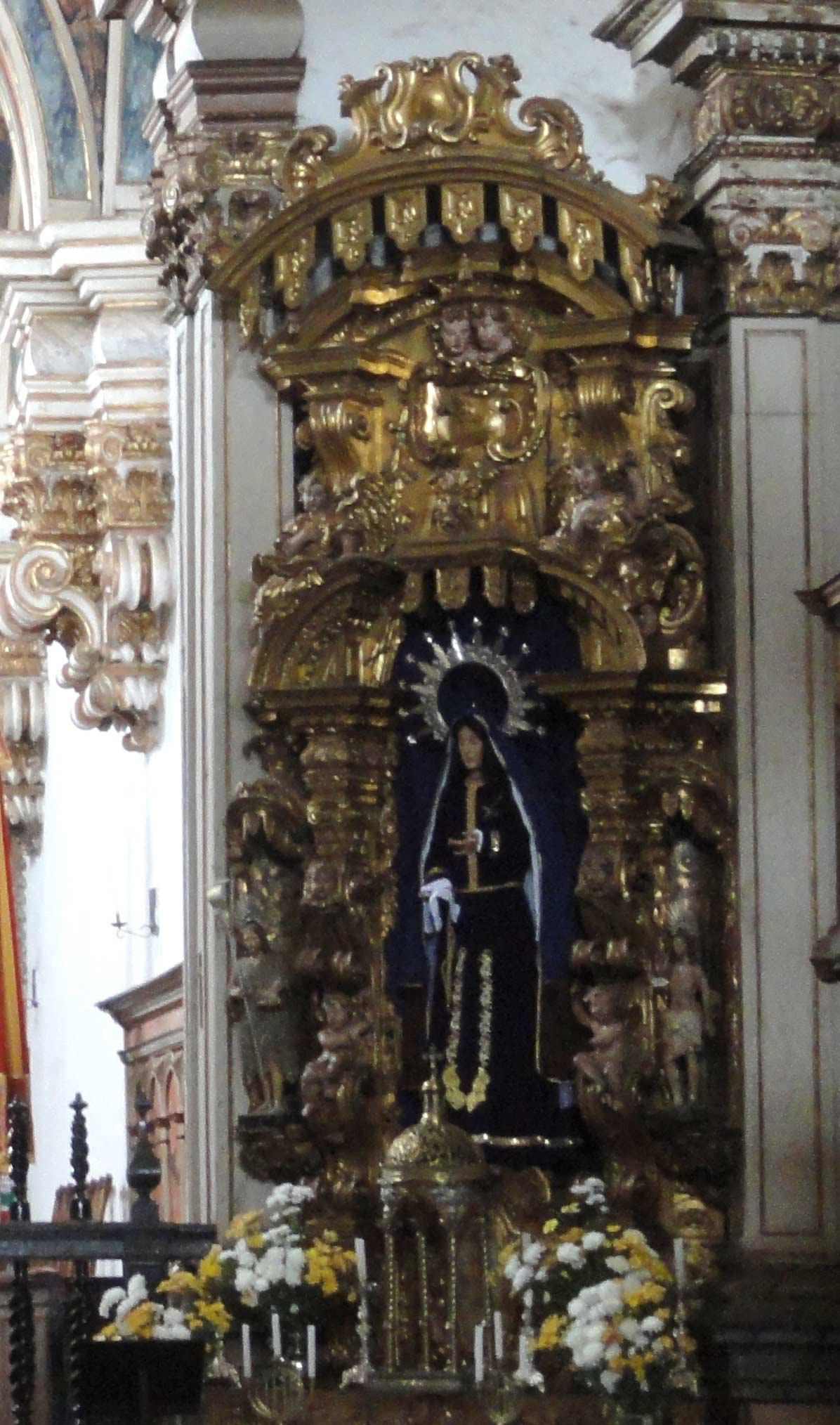
Retábulo direito do cruzeiro da Catedral de Mariana

Seu estilo parece ter sido inicialmente influenciado pelo do entalhador Francisco de Faria Xavier, caracterizado como Barroco joanino, mais tarde recebendo influência Rococó. De sua autoria são os retábulos do arco cruzeiro da Catedral de Mariana; o retábulo da esquerda e o retábulo-mor da Igreja de Nossa Senhora do Carmo de Sabará; os retábulos e estatuária para a Igreja de Nossa Senhora do Rosário dos Pretos de Mariana; dois anjos grandes para o arco do cruzeiro e outros dois para a arbaleta do retábulo-mor do Santuário do Bom Jesus de Matosinhos de Congonhas; dois retábulos para a Igreja de Nossa Senhora do Carmo de Ouro Preto; parte da decoração da Matriz de Nossa Senhora da Conceição de Catas Altas; um retábulo para a Matriz de São José da Lagoa de Nova Era; um trono e as portas das torres da Igreja de São Francisco de Assis de Mariana; um retábulo para a Matriz de São Gonçalo do Rio Abaixo; um retábulo para a capela da fazenda de São Miguel do Rio Piracicaba com seu sócio José Fernandes Lobo.
Atribuídos a ele com base no estilo são o retábulo da Capela de Nossa Senhora da Boa Morte de Mariana; o arco do cruzeiro e o retábulo-mor da Matriz de Nossa Senhora da Conceição de Congonhas; anjos para os altares de São Miguel e Nossa Senhora da Conceição na Matriz de Nossa Senhora do Bom Sucesso em Caeté; uma colaboração com Luís Pinheiro nos retábulos do cruzeiro da Igreja de São Francisco de Mariana; uma colaboração com João Antunes de Carvalho no retábulo-mor da Igreja de Nossa Senhora do Rosário de Itaverava, e uma colaboração com João Antunes de Carvalho no retábulo-mor do Santuário de Congonhas.

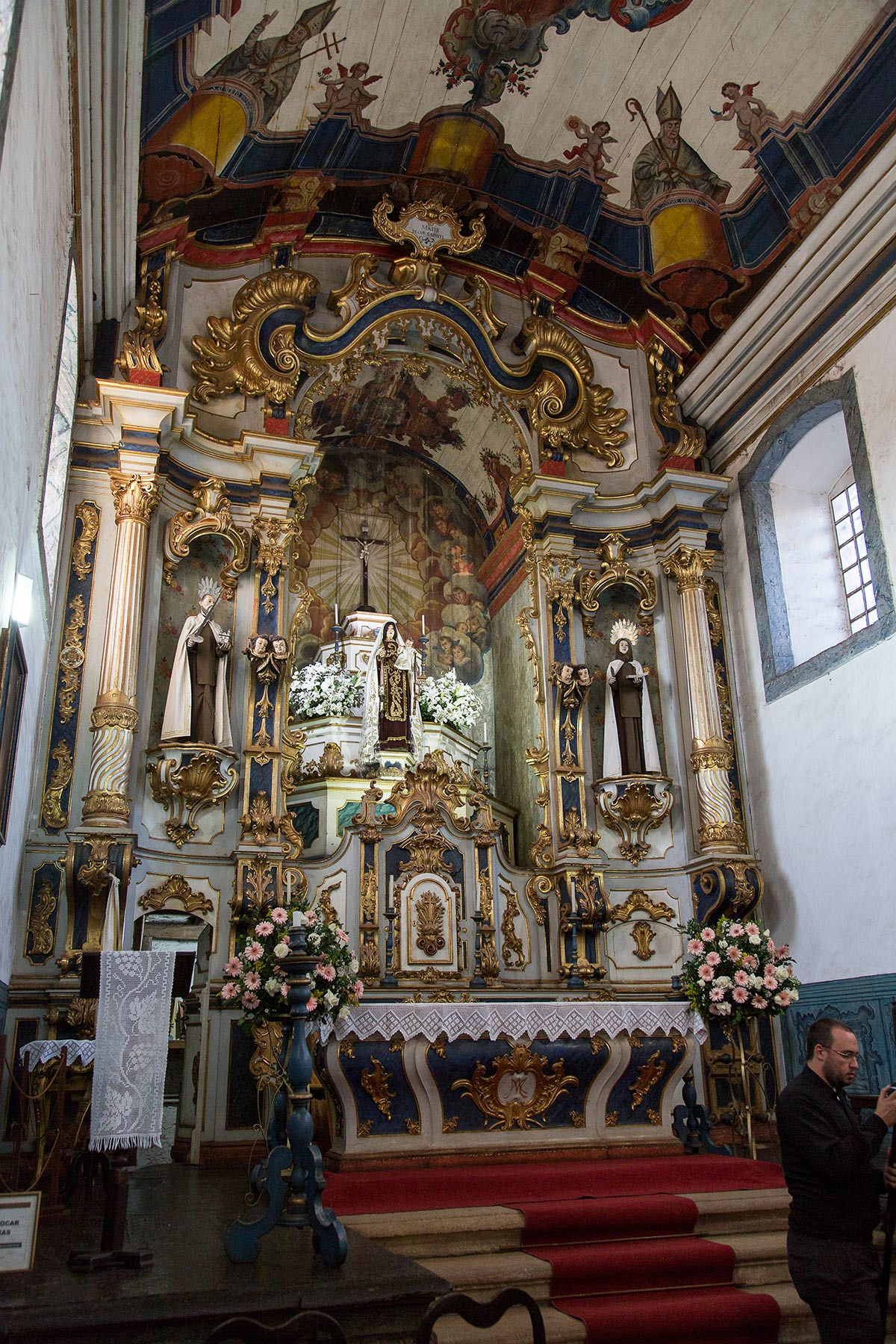
Retábulo-mor da Igreja de Nossa Senhora do Carmo de Sabará

Sua obra mais relevante são os retábulos e estatuária produzidos para o Rosário dos Pretos de Mariana, que segundo o pesquisador Adriano Reis Ramos primam pela classe e elegância, sendo a melhor representação do seu estilo original e uma das contribuições mais importantes para a definição daquilo que se tornou conhecido como o Barroco mineiro. Segundo a pesquisadora Myriam Ribeiro de Oliveira, analisando seu estilo:
"A mais significativa de suas características é a presença no coroamento de um motivo de perfil sinuoso, em forma de arbaleta, completado por imponente sanefa, e cujas volutas laterais parecem impulsionadas para a frente por flamejantes rocalhas. O motivo descrito insere-se em uma arcada côncava em arco pleno, dividido em secções correspondentes à estrutura do suporte. Esses são constituídos geralmente por colunas retas estriadas na parte externa e quartelões na parte interna".
Sobrevive também estatuária portátil a ele atribuída, incluindo um Bom Senhor no Santuário de Congonhas, um São Benedito e uma Santa Ifigênia na Igreja de Nossa Senhora do Perpétuo Socorro em Socorro, uma Nossa Senhora da Conceição e anjos na Igreja de São Pedro dos Clérigos de Mariana, um São José com o Menino Jesus na Matriz de Itaverava.
A importância do seu legado inspirou o estabelecimento do Circuito Cultural Vieira Servas, uma parceria entre a Universidade Federal de Minas Gerais, a Fundação Rodrigo Melo Franco de Andrade e a Associação dos Municípios da Microrregião do Médio Rio Piracicaba, com o objetivo de "preservar e valorizar a identidade histórica e cultural do Médio Rio Piracicaba; investigar o legado artístico-cultural deixado por Francisco Vieira Servas e a memória e o patrimônio histórico cultural da região; fortalecer os sentimentos de identidade e cidadania junto à população e grupos diversos das comunidades a partir de um trabalho de educação patrimonial, e promover suporte de comunicação para a mobilização social da região e fortalecer os sistemas locais de cultura e suas políticas públicas de cultura e patrimônio". Em 2015 os Correios do Brasil lançaram um selo, um carimbo e um cartão-postal comemorando o Ano Vieira Servas. Em 2017, na solenidade de entrega do restauro da Igreja do Rosário de Marina, foi anunciada a criação de um museu dedicado ao artista. Seu nome batiza uma rua em São Paulo.